# Бергман, Элин
Элин Йоханна Бергман (швед. Elin Johanna Bergman; род. 6 августа 1995) — шведская певица. Участвовала в конкурсе Idol 2013 и заняла там второе место, уступив первенство Кевину Уокеру.
В течение девяти недель участники должны были написать песню с несколькими установленными соавторами, чтобы затем исполнить её в прямом эфире шоу «Idol ». Бергман удалось попасть в Sverigetopplistan с песней «The Fire», занявшей 19 место. Другие песни певицы вместе с песнями других конкурсантов были выпущены на лейбле Universal Music.
В 2015 году после двухлетнего перерыва Бергман выпустила синглы «Shoot You Down», «Gasoline Dream» и «Lucky Strike».

## Дискография

### Синглы
| Год  | Сингл            | Высшая позиция в чартах | Альбом |
| Год  | Сингл            | SWE                     | Альбом |
| ---- | ---------------- | ----------------------- | ------ |
| 2013 | «The Fire»       | 19                      | TBA    |
| 2015 | «Shoot You Down» |                         | TBA    |
| 2015 | «Gasoline Dream» |                         | TBA    |
| 2015 | «Lucky Strike»   |                         | TBA    |